# Руфиджи
Руфи́джи (англ. Rufiji River) — река в Танзании. Река образуется при слиянии рек Киломберо и Лувегу, берущих начало в горах к востоку от озера Ньяса (Малави). Длина — 600 км. Площадь бассейна — 178 тыс. км².
Исток находится в юго-западной части Танзании. В верховьях типично горная река. Ниже водопада Шугули течёт по низменности в широкой долине. Впадает в Индийский океан рядом с островом Мафия примерно в 200 км к югу от Дар-эс-Салама. Главный приток — Большая Руаха. Судоходна на протяжении примерно 100 км. Питание дождевое; летне-осенние паводки (максимальный расход воды с марта по май).
Значительная часть среднего течения реки находится на территории национального парка Селус. В дельте реки находятся крупнейшие мангровые леса в мире.
В 1914—1915 годах в дельте Руфиджи произошло сражение между германским крейсером «Кёнигсберг» и британской военно-морской группировкой.
В 2019 году на реке начато строительство гидроэлектростанции имени Джулиуса Ньерере мощностью 2115 МВт, работы планируется завершить в 2024 году.